# Rooftijdschrift
Een rooftijdschrift of neptijdschrift (Engels: predatory journal, het fenomeen heet ook wel predatory publishing) is een zogenaamd wetenschappelijk tijdschrift dat wetenschappelijke onderzoeksartikelen of conferentiepapers van wetenschappers publiceert tegen forse betaling (open-access pay to publish), zonder dat daar enige collegiale toetsing (peer-review) tegenover staat en terwijl de impactfactor extreem laag is en de artikelen dus zelden worden gelezen. Rooftijdschriften kunnen derhalve worden gezien als een vorm van oplichting.
Wetenschappers moeten zich profileren, de publicatiedruk is hoog en ze zoeken naar een tijdschrift dat hun stukken wil publiceren. Daarbij zijn ze bereid geld te betalen als ze daarna die artikelen op hun cv kunnen zetten, wat weer van belang is voor hun verdere carrière. Ze kunnen bijvoorbeeld subsidie krijgen voor nieuw onderzoek of een goede reputatie hebben voor hun volgende sollicitatie. Wat er verder met hun onderzoek wordt gedaan is dan van secundair belang. Veel wetenschappers berusten zich in het feit dat ze publiceren in tijdschriften met een lage impactfactor en dus zelden gelezen zullen worden. Op deze manier kunnen duizenden wetenschappers ten prooi vallen aan 'rooftijdschriften', die zonder enige peer review hun artikelen publiceren in ruil voor geld en reputatie. Niemand leest die artikelen verder en de oplichters rekenen zich rijk.
In augustus 2018 bleek uit onderzoek van het International Consortium of Investigative Journalists (ICIJ) dat op deze manier duizenden wetenschappers zijn opgelicht, waarvan 1250 wetenschappers uit Nederland. Voor België gaat het om 1294 onderzoekers. Volgens bibliothecaris en activist Jeffrey Beall zijn er meer dan 1.200 rooftijdschriften in omloop. De grootste twee valsspelers zijn de nepbedrijven OMICS (uit India, publiceert 700 rooftijdschriften) en WASET (uit Turkije, organiseert conferenties en publiceert daarvan verslagen).
Vlaams minister voor onderwijs Hilde Crevits heeft verklaard dat men voor de sociale en humane wetenschappen lijsten van rooftijdschriften hanteert, en dat publicaties in deze tijdschriften niet meetellen bij de berekening van de financiering van de universiteiten. De zogeheten screenings van de onderzoeksoutput op publicaties in rooftijdschriften worden sinds 2014 jaarlijks georganiseerd. Het expertise centrum voor onderzoeks- en ontwikkelingsmonitoring (ECOOM), in samenspraak met het Gezaghebbend Panel, is hiervoor bevoegd.